# Championnats du Gabon de cyclisme sur route
Les championnats du Gabon de cyclisme sur route sont les championnats nationaux de cyclisme sur route organisés par la Fédération cycliste du Gabon.

## Hommes

### Podiums de la course en ligne
| Année | Vainqueur          | Deuxième               | Troisième          |
| ----- | ------------------ | ---------------------- | ------------------ |
| 2010  | Arnaud Ontsassi    | Frédéric Obiang        | Ange Nzatsi Koumba |
| 2012  | Frédéric Obiang    | Ghislain Ndong         | Anges Nzatsi       |
| 2013  | Cédric Tchouta     | Geoffroy Ngandamba     | Frédéric Obiang    |
| 2014  | Geoffroy Ngandamba | Glenn Morvan Moulengui | Dianga Cissé       |
| 2015  | Léris Moukagni     | Cédric Tchouta         | Charles Anguilet   |
| 2016  | Geoffroy Ngandamba | Glenn Morvan Moulengui | Ephrem Ekobena     |

### Podiums du contre-la-montre
| Année | Vainqueur              | Deuxième               | Troisième          |
| ----- | ---------------------- | ---------------------- | ------------------ |
| 2010  | Arnaud Ontsassi        | Léris Moukagni         | Ghislain Ndong     |
| 2012  | Frédéric Obiang        | Ghislain Ndong         | Geoffroy Ngandamba |
| 2013  | Ephrem Ekobena         | Geoffroy Ngandamba     | Frédéric Obiang    |
| 2014  | Geoffroy Ngandamba     | Glenn Morvan Moulengui | Cédric Tchouta     |
| 2015  | Glenn Morvan Moulengui | Geoffroy Ngandamba     | Paul Junior Maroga |
| 2016  | Glenn Morvan Moulengui | Geoffroy Ngandamba     | Ephrem Ekobena     |

## Hommes Juniors

### Podiums de la course en ligne
| Année | Vainqueur    | Deuxième         | Troisième     |
| ----- | ------------ | ---------------- | ------------- |
| 2013  | Randy Lekibi | Ankeremi Nazzali | Warren Bongue |

### Podiums du contre-la-montre
| Année | Vainqueur    | Deuxième      | Troisième        |
| ----- | ------------ | ------------- | ---------------- |
| 2013  | Randy Lekibi | Warren Bongue | Ankeremi Nazzali |

## Femmes

### Podiums de la course en ligne
| Année | Vainqueur    | Deuxième        | Troisième    |
| ----- | ------------ | --------------- | ------------ |
| 2010  | Valène Nanda | Olivia Kambissi | Prisca Mpiga |

### Podiums du contre-la-montre
| Année | Vainqueur               | Deuxième     | Troisième       |
| ----- | ----------------------- | ------------ | --------------- |
| 2010  | Fine Azogoua Akendengue | Valène Nanda | Olivia Kambissi |